# 光山勝治
光山 勝治（みつやま しょうじ、1942年 - ）は日本の漫画家、元アニメーター。福井県出身。

## 来歴
福井市生まれ、北陸高等学校商学部卒業。学生時代より手塚治虫のアシスタントとして活動し、1961年の虫プロダクション（旧社）設立メンバーとなりテレビアニメ『鉄腕アトム』や『ビッグX』、アニメーション映画『ある街角の物語』で原画や演出を担当した。その後、村野守美と共に虫プロを離れあなぐまプロダクションに所属。
1966年に有限会社キングプロダクションを設立して独立し、1968年には石川球太の後継で『少年画報』に特撮『怪獣王子』のコミカライズを執筆する。1972年にはカナダのトロントへ渡って現地でアニメのキャラクターデザイン・原画・美術などを担当した。この前後より貸本漫画や劇画作品も発表しており、1990年代以降は主に伝記漫画や宗教漫画を手掛けている。

## 作品
- 怪獣王子（『少年画報』1968年1 - 3月号） - 1967年12月号まで連載した石川球太の後継。
- 仏典物語（文：光山善雄、大乗刊行会『大乗』1970年1月号 - 1972年12月号） - 挿絵

### 単行本
- 歴史(女)伝[5]（曙出版、1969年）

1. 毒美人
2. 色道残虐史 ロシア怪僧ラスプーチン
3. ビーナスの接吻

- 遠い道（若木書房・ひまわりブックス）
- ミスターダイスケ（原作：志摩亮介 田中書店、1970年）
- 石童丸（文：福嶋美苗、苅萱堂）[6]
- お釈迦さまの生涯（本願寺出版部、1986年）
- 劇画 廣池千九郎（全5巻、廣池学園出版部、1990年 - 1996年）
- 教育まんが（青山書院）
  - 因縁の話（監修：鈴木修学 1999年）
  - 八正道の話（監修：鈴木修学 1999年）
- まんが「日本の神話」（モラロジー研究所、2005年）